# Tajemnica dzikiego szybu
Tajemnica dzikiego szybu – polski film przygodowy z 1956 roku w reżyserii Wadima Berestowskiego, według scenariusza wykorzystującego niektóre wątki powieści Księga urwisów Edmunda Niziurskiego.

## Fabuła
Małe górnicze miasteczko w Górach Świętokrzyskich. Serdeczni przyjaciele Franek i Karlik mają kłopoty. W szkole nie wiedzie się im najlepiej, a jakby tego było mało, zgubili w opuszczonym szybie piłkę kolegi. W trakcie jej poszukiwań chłopcy natykają się w podziemiach na tajemniczą postać. To z pewnością szpieg albo dywersant.

## Obsada
- Maciej Damięcki jako Franek Miksa
- Damian Damięcki jako Karlik Rudniok
- Michał Bustamante jako Stefan Gola
- Łukasz Żuławski jako Kryza
- Ludwik Benoit jako Miksa
- Barbara Fijewska jako Miksina
- Zbigniew Józefowicz jako Rudniok
- Stanisław Milski jako Zajączkowski, dyrektor szkoły
- Gustaw Holoubek jako nauczyciel Sądej
- Jan Koecher jako geolog Bolesławiec

i inni

## Produkcja
Zdjęcia do filmu powstały w Chęcinach, w kopalni na Miedziance pod Kielcami oraz w szkole podstawowej w Zajączkowie.